# Cornouaille
Pour les articles homonymes, voir Cornouailles (homonymie).
Ne doit pas être confondu avec Cornouailles ou La Cornuaille.
La Cornouaille est une ancienne division politique et religieuse de la Bretagne constituant l'un des neuf pays de Bretagne.
La Cornouaille désigne l'honor du comté de Cornouaille. Puis, elle donne aussi son nom  à l'évêché de Quimper, appelé aussi diocèse de Cornouaille, disparu comme tel à la Révolution. La Cornouaille a aussi donné son nom au légendaire « royaume de Cornouaille »[réf. nécessaire].
La maison de Cornouaille a donné au duché de Bretagne plusieurs de ses dirigeants.
Le nom a été donné à une division administrative issue de la loi Voynet, créée en 1999, et couvrant environ le tiers de l'ancienne division politique.
Les limites de cette région historique, qui semblent avoir été très stables et issues de la division de la cité gauloise des Osismes selon un axe Élorn-Montagnes d'Arrée, couvraient les deux tiers sud du département du Finistère, un fort secteur Sud-Ouest du département des Côtes-d'Armor et les grands alentours de Gourin et du Faouët dans le département du Morbihan.
Sa capitale historique est Quimper, devenue aussi le chef-lieu du pays de Cornouaille.
On distingue donc toujours, par exemple, pour les activités culturelles issues de la tradition locale, la Basse-Cornouaille et la Haute-Cornouaille, mais ce dernier nom concerne, dans la pratique, le canton de Carhaix-Plouguer, le canton de Callac, le canton de Châteauneuf-du-Faou, le canton de Rostrenen et le canton de Corlay dans lesquels on définit les danses et les chants traditionnels de Haute-Cornouaille. Ces cantons ne sont pas dans le Pays Voynet de Cornouaille, mais dans celui du Centre-Ouest Bretagne (COB).
On les désigne souvent par les termes « La Montagne » ou « Les Montagnes » en référence aux Montagnes d'Arrée et aux Montagnes Noires.
La Cornouaille comprend seize pays historiques distincts ; le Fañch, le Calanhel, le Fisel, le Poher, le Chtou le Dardoup, le Bidar, le Rouzig, le Kernevodez, Plougastel, Presqu'île de Crozon, le Glazig, le Penn Sardin, le Cap Sizun, le Pays Bigouden et l'Aven

## Géographie

### Description dans la première moitié duXIXesiècle
Émile Souvestre décrit ainsi la Cornouaille en 1837 :

« La Cornouaille présente deux aspects totalement opposés. Rien de sauvage comme son côté septentrional, rien de suave comme certains cantons du Midi. 
Pour la juger sous la première de ces formes, il faut voi, au milieu de l'été, ses longues routes blanches et raboteuses, ses troupeaux de moutons noirs parmi les bruyères, et son ciel gris qui vous envoie sa sèche et dévorante chaleur au fond de la poitrine. C'est partout une mer d'ajoncs, de genêts et de bruyères, d'où s'élève à peine, de temps en temps, un îlot de verdure que protègent quelques ombragés et où se cache une chaumière.. 
Les paysages du sud sont moins sauvages et l'aspect de la région s'adoucit jusqu'à la mer. Là, repartais sent les sites inattendus, les vues changeantes (...). Montez au sommet d'une colline et retournez-vous : la mer sera à vos pieds, la mer murmurant, mélancolique, encadrée d'une bordure de montagnes lointaines, et semblable à l'un de ces immenses lacs du Nouveau Monde qu'entoure la solitude. 
Puis à côté de ces sites d'une calme et sublime sérénité, s'en trouvent d'autres d'un caractère terrible. Les côtes offrent des aspects aussi variés que bizarres ; les sites sauvages, les perspectives immenses, les accidents de rochers terribles ou étranges se succèdent sans interruption. »

## Toponymie et étymologie
Cornouaille se dit Kerne, Kernev ou Bro Gerne en breton, et Cornugallia en latin, parfois « Cornubia ».
Les premières mentions écrites du toponyme datent de la fin du haut Moyen Âge, dans la Vie de Samson, voire plus tard, dans l'Hymne de Guénolé.
Une première hypothèse fait dériver ce toponyme du breton konk, du latin concha, du français conque, d’où son sens toponymique de « baie, petit golfe » que l’on retrouve à Concarneau (Conca au XIIIe siècle), en breton Konk ou kernev avec le sens de « baie, havre, anse », « la baie de Cornouaille ». Son diminutif se retrouve dans Le Conquet qui se nomme en breton Konk Leon, « la baie du Léon ».
Une hypothèse plus vraisemblable veut que ce nom lui ait été donné par les émigrants bretons du Ve siècle en référence à leurs régions d'origine : la région de Cornouailles (Kernow), et l'actuel Devon (ancienne Dumnonia) qui a donné son nom à la Domnonée qui désignait la côte nord de la Bretagne au Haut Moyen Âge. Le nom de Cornouaille serait ainsi directement dérivée de l'ethnonyme des Cornovii (les habitants de la corne britannique) de l'Antiquité tardive.
De nombreux chercheurs estiment cependant que le mot Corn ne signifie pas corne mais désigne l'Ouest dans les langues celtes.
Le gentilé de la « Cornouaille bretonne » est cornouaillais ‑e.

## Héraldique

Blason.

Bannière supposée des comtes de Cornouaille.

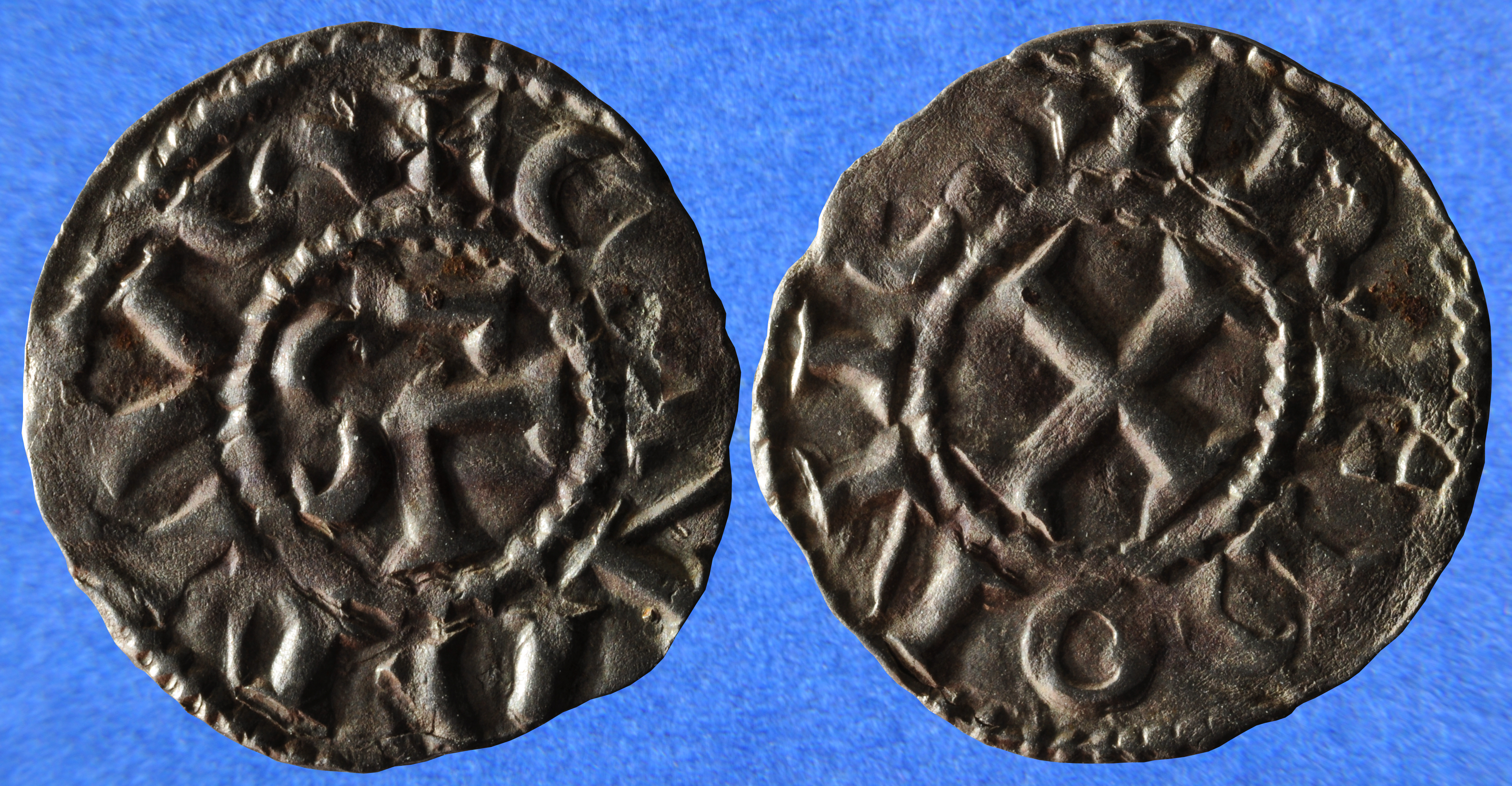
Denier de Conan III.

Les armes de la Cornouaille se blasonnent ainsi : 
D'azur au bélier d'argent accorné et onglé d'or. Ce sont des armes parlantes basées sur un jeu de mots associant le breton kern, « cornes », et knev (d'après krev), « toison ».
Mais, précédemment[Quand ?], la bannière des ducs de Bretagne de la Maison de Cornouaille portait des croissants, armes parlantes dérivées de la « corne » de Cornouaille[réf. souhaitée].
Les ducs de Bretagne Hoël II, Alain IV « Fergent » et Conan III avaient fait ainsi frapper des monnaies où quatre croissants apparaissaient.

## Histoire

### Antiquité tardive
Les deux Cornouaille(s) trouvent plus vraisemblablement leur origine commune à la fin du IIIe siècle, quand les incursions de pirates saxons, frisons et scots, associées aux pillages des bagaudes, contraignent les villes armoricaines (entre autres) à s'entourer en urgence de murailles dont les restes se voient encore à Alet, Brest, Nantes, Rennes et Vannes. Devant la désorganisation de l'empire romain, le responsable de la défense des côtes, le ménapien Carausius (puis son successeur Allectus) établit entre 288 et 296 un empire séparé sur les côtes nord et sud de la Manche pour les garantir des invasions.
L'empereur Constance Chlore les vainc en 293 et 296 et, ayant rétabli l'unité de l'empire de ce côté, organise la défense côtière en transférant des Bretons en Armorique à partir de 296-297. Ces Bretons sont des Cornovii, peuple sans doute fidèle à Rome et choisi pour ce motif. Le chef-lieu de leur cité est à Viroconium Cornoviorum (l'actuelle Wroxeter) et ils occupent plus au nord le port de Deva (Chester). Les Cornovii étant chargés du contrôle militaire des pointes occidentales de la Bretagne et de l'Armorique, c’est-à-dire de l'ouest de la Manche, leur nom se serait conservé en ces lieux. Il ne s'agit donc pas d'une colonisation massive comme cela arrivera au VIe siècle, mais d'une occupation militaire [réf. souhaitée].
Le Tractus Armoricanus et Nervicanus (administration militaire chargée du contrôle de toutes les côtes de Boulogne à la Gironde) n'est créé qu'en 370, sous le règne de l'empereur Valentinien Ier.

### Haut Moyen Âge
La Cornouaille était au haut Moyen Âge divisée en un certain nombre de pagi : le pagus en Fou (autour de Daoulas, Le Faou, Châteauneuf-du-Faou, le pagus Porzoed (Porzay), le pagus autour de Brithiac (Briec, devenu plus tard le pays Glazik), le pagus Kap-Sizun (Cap Sizun), le pagus Cap-Caval (entre le Goyen et l'Odet, connu récemment sous le nom de « pays Bigouden »), le pagus de Konk (de l'Odet à la Baie de La Forêt, autour de Konk Kerné (Concarneau), le Pou Trégunc, le pagus Karnoued (autour de Quimperlé, dont le nom se retrouve dans la forêt de Carnoët et la paroisse de Clohars-Carnoët).
Des princes sont dits avoir régné sur les côtes Nord (la partie nord de la Bretagne formait alors la Domnonée) et Sud de la Manche occidentale, comme le roi de Cornouaille Daniel Drem Rud au VIe siècle, et le fameux comte Conomor assimilé au roi Marc de la Cornouailles britannique (Marcus Cunomorus).
La Cornouaille armoricaine est mentionnée pour la première fois, et indirectement, entre 852 et 857 quand « l'évêque de Saint-Corentin », Anaweten, est qualifié de Cornugallensis (adj. latin dérivé de Cornugallia).
L'existence d'une commune d'Anjou dénommée « La Cornuaille » a suscité une hypothèse qui en ferait une appellation géographique ou militaire couvrant toute la Bretagne du Sud et faisant pendant à la Domnonée sur le rivage Nord au VIe siècle ou VIIe siècle.
La Cornouaille a pu être le siège d'une royauté ou d'une principauté dans les siècles obscurs entre la chute de l'Empire romain (476) et la création de l'Empire carolingien à la fin du VIIIe siècle. Avant cette date, la Papauté ne pouvait pas définir quels hauts seigneurs pouvaient porter la dignité royale.
La légende d'un roi de Cornouaille, dénommé Gradlon, accompagnée de récits tout aussi flous sur la création de l'abbaye Saint-Guénolé de Landévennec fondée par son principal conseiller peut être un indice. La présence d'un puissant complexe défensif sur la Montagne de Locronan, le camp des Salles, associé à une extraction et une fabrication d'or peut être un autre indice d'un pouvoir local fort, mais les documents sont inexistants et l'archéologie impuissante à donner des preuves d'une organisation politique.
À l'extrémité orientale du territoire, les fouilles du camp de Paule (Côtes-d'Armor) ont révélé une exploitation agricole gallo-romaine très importante, dotée d'un lieu fortifié et qui a dû être aussi le siège d'une principauté importante.

### Comté de Cornouaille
Au IXe siècle, il semble que le nom de Poher (pour Pou-Caer = Pays de la Ville ou Pays du Château ou Pays de Carhaix) se soit substitué à celui de Cornouaille. Par la suite, il fut réservé à la vallée de l'Aulne, dont la capitale était Carhaix.
Le premier comte de Cornouaille, dont l'existence est attestée, est un premier Budic qui est mort entre 1008 et 1019 et qui apparaît dans les actes de l'abbaye Saint-Guénolé de Landévennec, première nécropole des comtes de Cornouaille et surtout destinataire privilégiée de leurs donations. Néanmoins, le Cartulaire de Saint-Guénolé de Landévennec indique qu'un certain Rivelen est rector de Cornubia sous le règne de Salomon, tandis que Gourmaëlon est cité comme comes de Cornubia (Chartre XXIV).
Joëlle Quaghebeur souligne que des Budic sont mentionnés lors de donations faites au IXe siècle à l'abbaye Saint-Sauveur de Redon par Nominoë et par Erispoë, ainsi que par Salomon, roi de Bretagne. Le deuxième Budic, fils de Romel, est accompagné de Rivelen et de Guethenoc, noms de familles associés par ailleurs au Poher. Elle ajoute que la Première Vie de saint Gwenael, successeur de saint Guénolé à la tête de Landévennec, lui donne comme père Romelius (Romel ?), comte de Cornouaille et mentionne un Guethenoc comme frère de Guénolé.
Ces possibles proximités familiales entre hauts responsables politiques et hauts responsables religieux sont souvent mentionnées dans les autres vies de saints bretons et engendreront des confusions de pouvoir par lesquelles des évêques ont pu devenir comtes de leur diocèse, ce qui est précisément attesté au Xe siècle pour le comté de Cornouaille.
Le roi de Bretagne, Alain le Grand, dont la famille était originaire de la région de Vannes, épousa un peu avant 899 une Orgain (Aourken en breton) dont Joëlle Quaghebeur rapproche le nom d'une « Ouragona », curieusement titrée « reine de Brest » (cacographie pour Bretagne?) donnée par un obituaire de Landévennec comme enterrée dans cette abbaye et elle est dite avoir rappelé que les deux « maisons royales » sises dans l'enceinte du monastère devaient 24 deniers à celui-ci.
Au même moment, Judicaël, attesté comme princeps de Poher (= comte de Cornouaille ?), est dans l'entourage très proche du roi Alain, alors que son père, Gurwant, a participé au complot qui a fait périr le roi Salomon de Bretagne, grand père  d'Alain le Grand, et il n'est pas impossible que ce soit lui qui lui ait donné une épouse de sang royal (elle était petite-fille d'Erispoé) en signe de réconciliation, peut-être même sa propre sœur.
Alain Barbe-Torte (-952), duc de Bretagne, selon sa chancellerie, mais, seulement comte selon celle du roi carolingien est aussi comte du Poher. Il est accompagné, lors de la donation qu'il fait à l'abbaye de Landévennec vers la fin du Xe siècle, par Diles, vicomte (vicecomes) implicitement de Cornouaille, donc son principal auxiliaire. Son fils est Ehuarn qui semble avoir eu pour successeur Morvan attesté lors d'une donation de Budic, comte de Cornouaille à l'abbaye Notre-Dame de Locmaria de Quimper. Morvan accompagne son comte et duc, Alain Barbe-Torte, en guerre avec le vicomte de Léon, Guihomarc'h, mais il semble l'avoir trahi, peut-être au cours de cette même guerre, alors qu'Alain était affaibli par la maladie. Toutes les précisions sur l'histoire de la Cornouaille tirée des chartes comtales ont été étudiées dans la thèse de doctorat de Joëlle Quaghebeur.
À la fin du IXe siècle, le comté féodal de Cornouaille reprend le nom de l'ancien royaume.
Le comté passe à l'évêque de Quimper qui devient comte-évêque de Cornouaille jusqu'au XIe siècle où deux frères s'en répartissent les dignités.
La Maison de Cornouaille accède au trône ducal de Bretagne (comtal pour la chancellerie royale) en 1066 avec Hoël II.

### Moyen Âge et Époque moderne
Le diocèse de Cornouaille était sous l'Ancien Régime beaucoup plus étendu que la Cornouaille actuelle. Il s'étendait sur environ 5900 km2 et correspondait en population, à la moitié de la Bretagne bretonnante. Les distances d'un bout à l'autre de l’évêché étaient considérables. Les territoires situés dans l'enclave située entre Saint-Brieuc et Vannes relevaient des juridictions ducales de Ploërmel et de Saint-Brieuc. Ces limites ont été fixées au IXe siècle lors de l'évangélisation du territoire. Le diocèse était divisé en deux archidiaconés : celui de Cornouaille au sud des montagnes noires, comptait 79 paroisses et 23 trèves, tandis que celui de Poher au nord comptait 94 paroisses et 68 trêves.

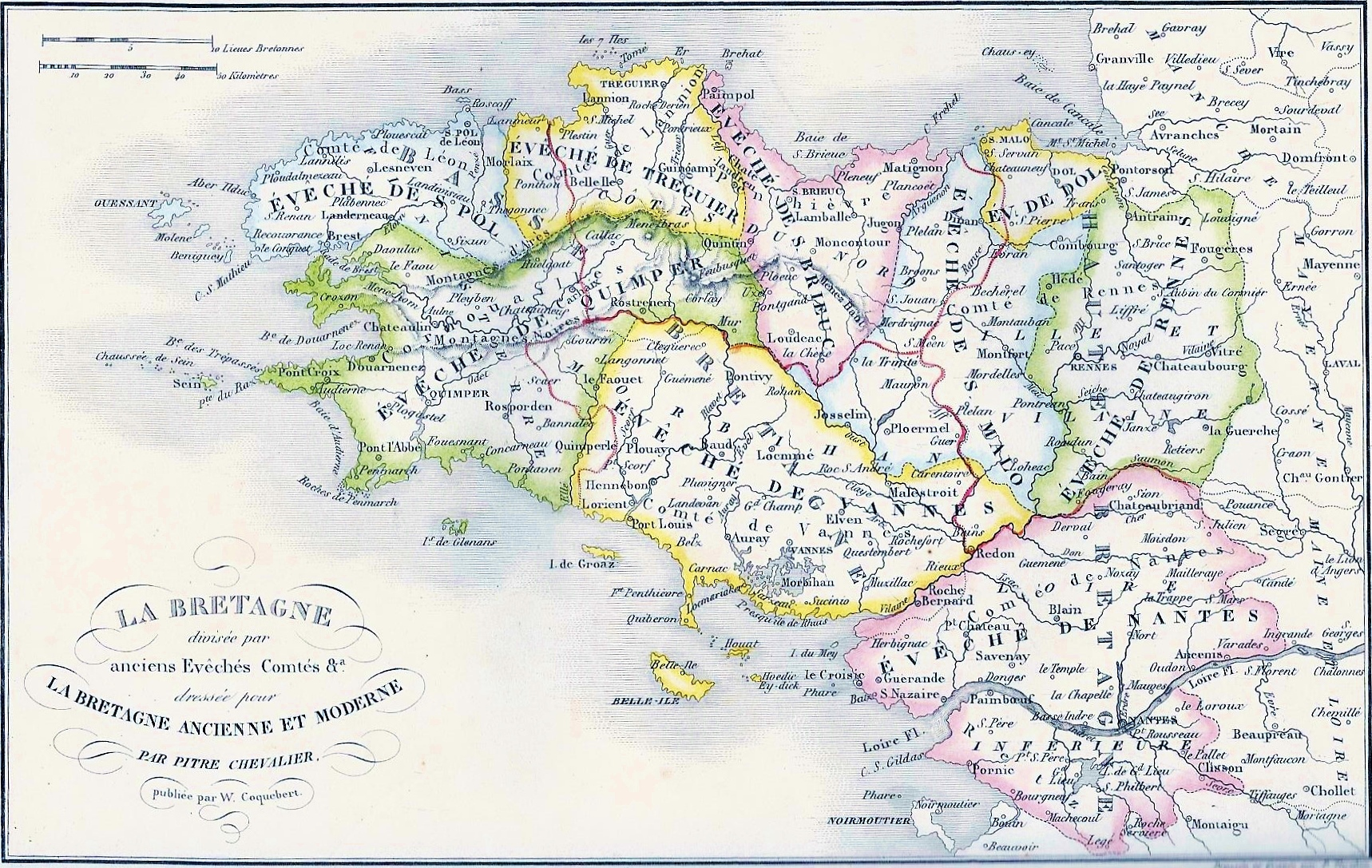
Carte des évêchés bretons d'Ancien Régime (par Pitre-Chevalier dans La Bretagne ancienne et moderne, 1844).

### Les conséquences des Guerres de la Ligue en Cornouaille
Pitre-Chevalier, s'inspirant des Mémoires du chanoine Moreau , décrit dans le tome 2 de son roman historique Aliénor, prieure de Lok-Maria, en ces termes les menaces des loups et les peurs qu'ils inspiraient aux populations de Cornouaille pendant les Guerres de la Ligue :

« (...) La plupart des chaumières étaient incendiées ou désertes. (...) Les pauvres gens n'avaient pour retraite que les buissons où ils languissaient quelques jours, mangeant de la vinette et autres herbages aigrets ; (...) et ainsi mouraient dans les parcs et les fossés, dans les haies et dans les garennes, par les rues et sur les places, où les loups, les trouvant morts, s'accoutumaient à la chair humaine. 
(...) Le cri sinistre et terrible du loup retentissait sur les hauteurs (...). S'étant habitués à vivre de chair et de sang humain, par l'abondance des cadavres que leur servit d'abord la guerre, ils trouvèrent cette curée si appétissante que, dès lors, ils attaquèrent les hommes, étant même armés, et personne n'osait plus aller seul. Quant aux femmes et aux enfants, il les fallait bien enfermer dans les maisons (...). La paix faite, les portes des villes demeurant ouvertes, les loups s'y promenaient toutes les nuits jusqu'au matin. (...) Telles ruses de ce bêtes (...) mirent dans l'esprit du simple peuple une opinion que ce n'étaient pas des loups naturels, mais que c'étaient des soldats déjà trépassés qui étaient ressuscités avec la permission de Dieu, pour affligé les vivants et les morts ; et communément parmi le peuple les appelaient-ils en breton : tut-bleiz, c'est-à-dire "gens-loups". »

Même si ce récit est probablement exagéré, il témoigne de la peur fantasmatique du loup dans l'inconscient collectif, ainsi que des malheurs subis par les populations pendant les Guerres de la Ligue.

### LeXXesiècle

#### Le déclin des ports de pêche cornouaillais
Environ un millier de bateaux de pêche professionnels étaient en activité dans le sud du Finistère vers 1990 (dans le ressort de la Chambre de commerce et d'industrie de Quimper), fournissant environ 8 000 emplois, le tonnage total pêché étant d’environ 90 000 tonnes de poissons. En 2013, les bateaux n’étaient plus qu’environ 400, fournissant  environ 5 500 emplois (dont seulement 1 500 marins-pêcheurs), le tonnage pêché n’étant plus que de 45 000 tonnes. Le chômage y atteint en 2014 des chiffres supérieurs à la moyenne nationale (14,6 % au Guilvinec, 13,8 % à Concarneau, 12,8 % à Audierne, 12,4 % à Loctudy).
En 1975 Concarneau possédait encore 87 chalutiers semi-industriels ; il en reste trois en 2014. Il y avait environ 200 dockers et trieuses professionnelles. Il ne reste pratiquement plus rien.

### LeXXIesiècle
En 2011, le territoire historique de la Cornouaille correspond à celui de 218 communes actuelles, sur une superficie totale de 5 979 km2.
Le nom a été repris en 2001 pour une partie minoritaire au sud d'une ligne Châteaulin-Scaër pour la circonscription de programmation « Pays de Cornouaille » composée de 112 communes (loi Voynet, 1999).

#### L'importance de l'économie maritime
Le Pays de Cornouaille comptait fin 2019 9 089 emplois maritimes, ceux-ci ayant augmenté de 426 emplois en trois ans. Les secteurs principaux sont les produits de la mer alimentaires (en tout 5 972 emplois dont 750 chez Chancerelle à Douarnenez, 350 chez Meralliance à Quimper, 294 dans l'entreprise Paulet à Douarnenez, 248  au Moulin de la Marche à Châteaulin, 247 chez Saupiquet à Quimper, etc..), la construction et réparation navale (le groupe Piriou offre 278 emplois à Concarneau), le nautisme (le centre nautique des Glénans affiche une centaine d'emplois et Pogo Structures à Combrit offre 75 emplois, Port-la-Forêt crée des emplois liés aux courses à la voile) et enfin la culture et les loisirs liés à la mer avec les Thermes marins de Bénodet, Concarneau et Douarnenez, ces trois entreprises comptant en tout 104 emplois. Par contre le secteur de la défense, important à Brest et Lorient, est quasi absent de la Cornouaille.

#### La crise de la pêche cornouaillaise en 2024
En 2024 les ports cornouaillais ont vu débarquer 34 000 tonnes de poisson, soit une diminution de 5 257 tonnes de leurs ventes sous criée et de 2 860 des ventes hors criée par rapport à 2023, en tout une baisse de 19 % ; les ports enregistrent des bilans contrastés : Le Guilvinec 9 951 tonnes (- 8,6 %), Douarnenez 5 047 tonnes (- 4,2 %), Loctudy 2 980 tonnes (+ 3,58 %), Penmarc'h 2 891 tonnes (- 55,7 %), Concarneau 2 543 tonnes ( - 16,5 %) et Audierne 1 198 tonnes (- 6,91 %) ; pour une valeur totale de 126 millions d'euros, la perte globale est de 7,56 millions d'euros par rapport à 2023.
Cette crise dure depuis une vingtaine d'années (- 1 300 tonnes de poisson en moins en moyenne chaque année). Les causes principales de ce déclin sont le plan de sortie de flotte consécutif au Brexit (34 bateaux concernés  dans le Finistère, dont 26 dans le Pays Bigouden) et l'interdiction de la pêche pendant un mois dans le Golfe de Gascogne afin de protéger les dauphins. La crise frappe davantage la pêche hauturière (il subsiste 22 hauturiers au Guilvinec et 6 à Loctudy) que la pêche côtière, laquelle, avec environ 500 bateaux, représente en 2024 un tiers du tonnage pêché, mais 58 % de la valeur totale.

## Patrimoine

### Cidre
Le cidre de Cornouaille est le seul cidre breton à bénéficier d'une appellation d'origine contrôlée délivrée pour le Comité Cidricole de Développement et de Recherche Fouesnantais et Finistérien (CIDREF) en 1996, puis d'une AOP en 1997. Ce cidre effervescent obtenu par prise de mousse en bouteille, non pasteurisé et non gazéifié, est produit par les cidriers d’une quarantaine de communes de Cornouaille réparties au sud de Quimper et le long de la vallée de l'Aulne. Ils élaborent des crus constitués à 70 % de variétés de pommes amères ou douces-amères, comme la Kermerrien, la Marie Ménard, la Belein, la C'hwero Ru, la Kermerrien, la Douce Moën ou la peau-de-chien, donnant des cidres particulièrement riches en tanins qui leur confèrent une couleur dorée-orangée et une saveur tannique caractéristique. Dotés d'arômes fruités complexes, ils sont teintés d'une légère amertume et laissent moins percevoir la présence du sucre que dans certains cidres normands.